# Skęczniew
Skęczniew – wieś w Polsce położona w województwie wielkopolskim, w powiecie tureckim, w gminie Dobra.
W latach 1975–1998 miejscowość administracyjnie należała do województwa konińskiego.
Skęczniew położony jest w dolinie rzeki Warty, ok. 7 km na południowy wschód od Dobrej.
We wsi znajduje się jednostka Ochotniczej Straży Pożarnej (rok założenia - 1919). 
W miejscowym parku (4,5 ha) rośnie dąb szypułkowy o obwodzie 450 cm, który jest pomnikiem przyrody.

## Historia
Pierwsza wzmianka o jej istnieniu pochodzi z 1386 roku. Stanowiła własność szlachecką. W II poł. XIX wieku we wsi czynny był wapiennik, którego produkcja bazowała na wydobywanym na miejscu surowcu.
W czasie powstania styczniowego, 27 września 1863 roku, pod Skęczniewem doszło do potyczki ppłk. Kajetana Słupskiego z wojskami rosyjskimi. Rosjanie stracili 3 zabitych i 8 rannych. Strat po stronie polskiej nie było. 
W roku 1975 rozpoczęto w rejonie wsi budowę zapory na Warcie. Po spiętrzeniu wód rzeki powstał zbiornik retencyjny Jeziorsko, którego ok. 10% powierzchni znajduje się na terenie gminy Dobra. Dzięki zbiornikowi możliwe jest rolnicze i rekreacyjne zagospodarowanie zalewowej doliny Warty.
W okresie PRL-u we wsi powstało Zespołowe Gospodarstwo Rolne. 

## Tradycja
W Skęczniewie, podobnie jak w niedalekim Spycimierzu, zachował się obyczaj układania w dniu święta Bożego Ciała kwietnego dywanu, po którym prowadzi trasa procesji eucharystycznej.

## Kościół parafialny
Parafialny kościół pw. świętej Trójcy wzniesiony został w 1825 roku z fundacji Hipolita Masłowskiego, ówczesnego właściciela wsi. Poprzedni kościół zbudowano w 1748 roku z fundacji starosta Spycimierskiego Wojciecha Mączyńskiego, a o pierwotnej świątyni Jan Łaski wzmiankował już w I poł. XVI wieku w swoim dziele Liber beneficiorum.
Obecną budowlę, przebudowaną w 1917 roku w duchu neoklasycyzmu, postawiono na rzucie prostokąta. W zwieńczeniu szczytu widnieje data budowy kościoła.
We wnętrzu, w nowym głównym ołtarzu wykorzystano fragmenty rzeźb z XVII wieku. Dwa boczne ołtarze zdobią barokowe rzeźby, a w prawym mieści się XIX-wieczny obraz świętego Benona oraz predella z malowaną sceną Spotkania przy Złotej Bramie z połowy XVII wieku. Na ambonie znajdują się fragmenty barokowej ornamentacji. Chrzcielnica pochodzi z XVIII wieku. Z tego okresu pochodzi również portret trumienny nieznanej kobiety malowany na blasze. Ciekawym zabytkiem jest także rzeźba Chrystusa Zmartwychwstałego, posiadająca cechy typowe dla gotyku.